# Etnobotanica

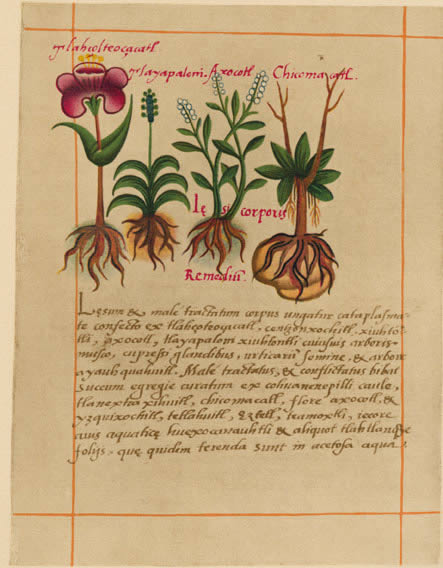
Badianus

L'etnobotanica è una scienza interdisciplinare e transdisciplinare (al confine tra antropologia culturale e botanica) che si occupa dell'uso e della percezione delle specie vegetali all'interno di una o più società umane. Di conseguenza, essa si lega alla situazione geopolitica e culturale di queste ultime, denotandone vicende storiche, usanze, costumi e forme linguistiche spesso importanti per ricostruire la loro origine e la loro provenienza.

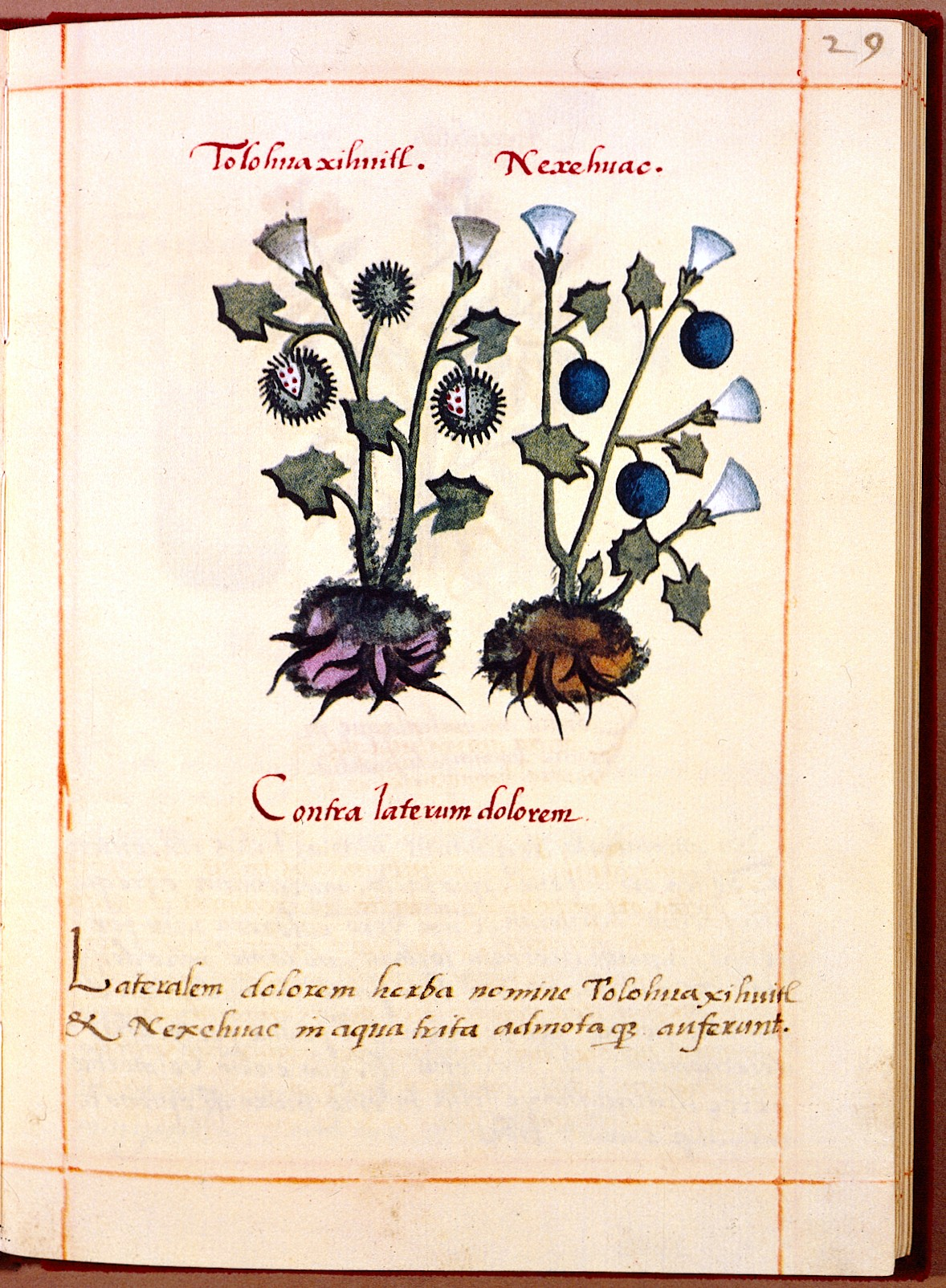
Badianus Codex, (facsimile), 16th century; species of Datura Wellcome L0021252

In particolare l'etnobotanica studia gli usi e le rappresentazioni degli usi popolari delle specie vegetali nei seguenti domini:
- la fitoterapia;
- la fitoalimurgia;
- l'etnoveterinaria;
- l'artigianato;
- l'agricoltura;
- la liquoristica;
- la cosmesi;
- le feste;
- lo sciamanismo
- i riti religiosi;
- i riti magici;
- i giochi;
- gli etimi locali;
- le credenze popolari;
- i proverbi e modi di dire.

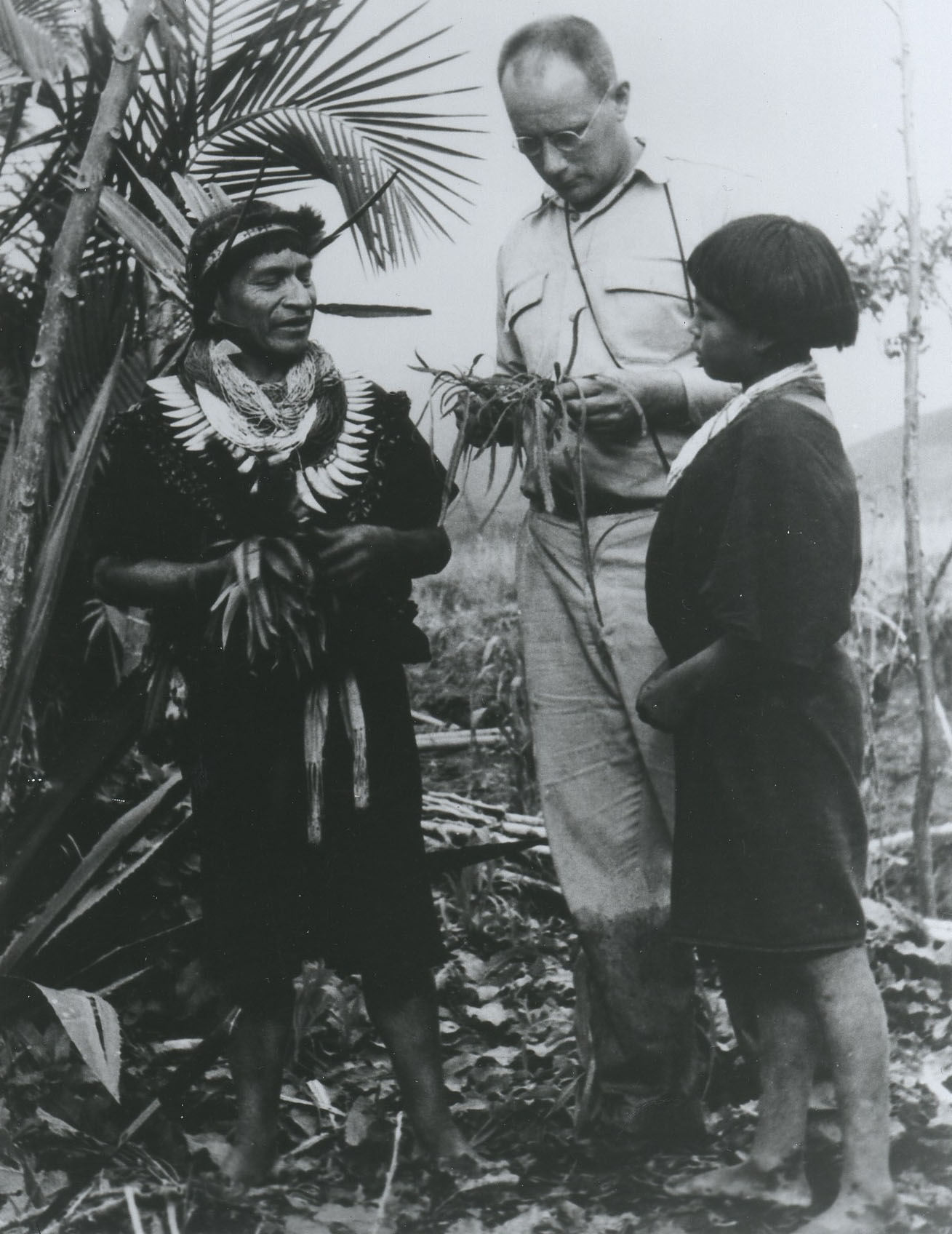
Schultes in Amazzonia negli anni 1940

L'etnobotanica intesse spesso relazioni con altre due scienze inter- e trans-disciplinari (etnoscienze): l'etnobiologia (e soprattutto l'etnomicologia, l'etnozoologia, l'etnopedologia, l'etnoclimatologia); l'etnofarmacologia e l'etnomedicina; l'agro-ecologia e l'ecologia umana; gli studi sulla diversità bio-culturale; l'etnolinguistica.

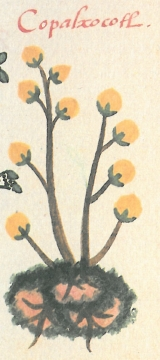
Libellus de medicinalibus Indorum herbis f. 56v detail copal

Il termine inglese ethnobotany, inteso a definire la disciplina come una scienza, nacque alla fine del XIX secolo, nel 1895, e fu coniato da John W. Harshberger, botanico tassonomista statunitense, dell'Università della Pennsylvania. Egli usa il termine per la prima volta per definire “lo studio dell'uso delle piante nelle società primitive”.

## Storia
Se il termine moderno nasce solo di recente, l'etnobotanica come campo del sapere o come modalità del conoscere era già presente da prima. Possiamo dire che i primi “etnobotanici” (ante litteram) sono stati in un certo senso i primi uomini, che, pur partendo da alcune basi biologiche, hanno dovuto costruirsi un sapere empirico basato sull'imitazione degli animali e su esercizi di “prova ed errore”. Seguendo questo ragionamento, possiamo leggere gli antichi erbari o testi sulle piante medicinali come primi esempi di letteratura etnobotanica (lato sensu), in quanto raccolgono testimonianze sugli utilizzi delle piante da parte delle popolazioni. In questo senso possono essere lette le varie farmacopee delle tradizioni mediche più strutturate, come la cinese, l'ayurvedica e la medicina greco-romana ed islamica, ed i testi medioevali europei.
Ma non vanno dimenticati i dati provenienti dal Nuovo Mondo. In effetti, dato che i reperti scritti in lingua originale sono quasi del tutto assenti, e le informazioni relative all'uso delle piante furono raccolte da osservatori europei che, possiamo dire che queste operazioni assomigliano molto a ciò che noi oggi chiamiamo etnobotanica. Come esempio vediamo il Codex Badianus del 1542. È il primo esempio di testo sulla tradizione erboristica Messicana, compilato dal medico Azteco Manuel de la Cruz ascoltando i vecchi guaritori, e successivamente tradotto dal clero spagnolo. Ricchissimo in illustrazioni, descrizioni, usi e nomi locali delle piante.

Negli stessi anni il Re di Spagna manda il dottor Francisco Hernandez a documentare gli usi delle piante da parte degli nativi d'America. Dopo anni passati in Nord America Hernandez scrive il suo Rerum Medicarum Nuovae Hispaniae Thesaurus, seu Plantarum, Animalium, Mineralium Mexicanorium Historia (pubblicato però solo nel 1651).

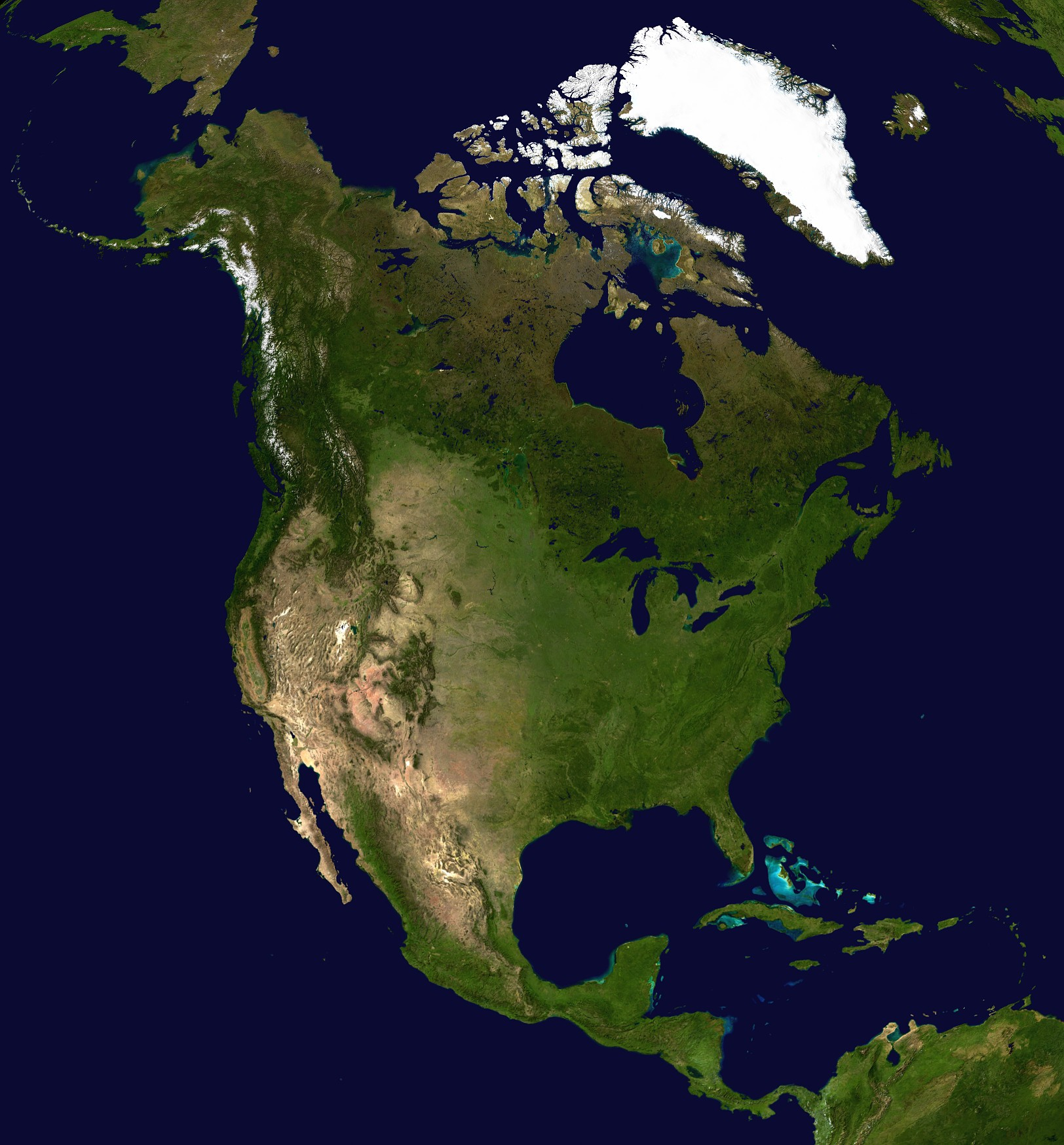
North America satellite orthographic

Nel 1648 Guilhermo Piso racconta la fauna e la flora del Brasile nel suo Historia Natural de Brasil.

Koppen-Geiger Map South America present

Ma è il XVIII secolo che vede la nascita dei nuovi concetti che porteranno alla definizione moderna. Nel 1682 John Ray descrive nel suo Methodus Plantarum il primo concetto di specie, e tra il 1686 ed il 1704 sempre John Ray compila la prima Flora europea (Historia Plantarum).
Nel 1753 Linneo scrive Species Plantarum. Anche se Linneo non viaggiò mai per il mondo, lo fecero i suoi studenti, che riportarono in Europa importantissimi campioni floristici, ma anche resoconti della cultura, degli usi e dei costumi delle terre visitate e dei rapporti dell'uomo con le piante. Kalm, ad esempio, studiò la flora e gli usi etnobotanici nei futuri USA, mentre Loffling fu il primo etnobotanico del Sud America. Hasselquist studiò il Medio Oriente; Forsskel non tornò vivo dallo Yemen ma le sue osservazioni furono riportate dai compagni di viaggio. Osbeck viaggiò in Cina e Thunberg compilò la Flora Japonica. Solander partecipò al viaggio di Cook per circumnavigare il globo, riportando in Europa 1.200 nuove specie appartenenti a 100 nuovi generi. Sparrmann, altro studente, partecipò anch'egli ad uno degli altri viaggi di Cook.
Il XIX secolo è il secolo dei grandi esploratori etnobotanici ante litteram: Alexander von Humboldt, Aimé Bonpland, Alfred Russel Wallace, Joseph Hooker, e soprattutto Richard Spruce, naturalista autodidatta ed il più importante esploratore delle piante della sua epoca (17 anni passati tra l'Amazzonia e la Cordigliera delle Ande).
Questi studiosi tendono a focalizzarsi su popoli “aborigeni” e “primitivi”, con un interesse per la documentazione etnografica, e la produzione di liste di piante e “malattie” trattate. 
Nel 1874 Stephen Powers conia il termine “botanica aborigena” cioè “lo studio di tutte le forme del mondo vegetale che gli aborigeni usano come fonte di cibo, di medicinali, di materiale tessile, di ornamenti ecc.” 
Alla fine del secolo si passa da un'attività di esplorazione e di studio occasionale ad un interesse accademico che necessita e quindi stimola studi più sistematici, non meramente collezioni di piante ed usi ma comparazione e raccolta completa all'interno di una popolazione o area.
Nel 1895 viene per l'appunto coniato il termine etnobotanica.
A partire da questi anni fino agli anni trenta del secolo successivo, si ha un continuo svilupparsi di studi sistematici.
Con il XX secolo avviene un generale riorientamento teorico nel campo dell'etnobotanica, già iniziato negli ultimi decenni del XIX secolo. Al botanico si unisce sempre più spesso l'etnologo o l'antropologo, e si passa da liste di piante ed usi ad una concezione dello studio delle relazioni uomo-pianta come un modo per comprendere le basi cognitive di una cultura, e il modo in cui l'uomo ha influenzato le piante e viceversa. Si rinforza il concetto di relativismo culturale, comprendendo come la tassonomia aborigena, seppur non coincidente con quella di Linneo, sia altrettanto complessa e basata sulla biologia. Lo studio delle piante allucinogene chiarisce il carattere complesso delle credenze religiose. L'antropologia medica sottolinea l'importanza e significatività dei concetti non occidentali di salute e malattia, e chiarisce i rapporti tra spiritualità, psicologia e farmacologia delle piante.
Con l'affannarsi delle conoscenze sui rapporti uomo-pianta nasce la nuova sensibilità ecologica: coscienza dell'interrelazione uomo - pianta e fine dell'antropocentrismo. Nasce un campo alleato all'etnobotanica, la botanica economica, definita come “la ricerca per la 'utilità'” del Regno vegetale, o “lo studio delle piante usate in società agro industriali avanzate”.
Il campo diventa sempre di più interdisciplinare, comprendendo non solo botanici ed antropologi, ma anche archeologi, fitochimici, medici, storici, studiosi di religione, geografi ecc.
Dagli anni novanta in poi l'etnobotanica emerge - soprattutto nel panorama nordamericano - come una scienza che trova taluni spazi in ambito accademico e che pone il fulcro delle sue ricerche in rigorosi studi sulle "diversità bio-culturali" e sui complessi sistemi di relazione piante-società umane. In particolare, gli aspetti "quantitativi" e socio-antropologici di detti rapporti sono quelli su cui al giorno d'oggi si concentra l'attenzione della comunità scientifica.